# Europacup I hockey mannen 1991
De 18de Europacup I hockey voor mannen werd gehouden van 17 tot en met 20 mei 1991 in Wassenaar. Het deelnemersveld bestond uit 8 teams. Uhlenhorst Mülheim won deze editie door in de finale het Spaanse Atlètic Terrassa te verslaan.

## Uitslag poules

### Eindstand Groep A
| Team                  | Pnt | GS | W | G | V | DV | DT | DS  |
| --------------------- | --- | -- | - | - | - | -- | -- | --- |
| 1. Uhlenhorst Mülheim | 6   | 3  | 3 | 0 | 0 | 13 | 2  | +11 |
| 2. Hounslow HC        | 4   | 3  | 2 | 0 | 1 | 6  | 4  | +2  |
| 3. La Rasante         | 2   | 3  | 1 | 0 | 2 | 7  | 10 | -3  |
| 4. Köthener SV        | 0   | 3  | 0 | 0 | 3 | 2  | 12 | -10 |

### Eindstand Groep B
| Team                | Pnt | GS | W | G | V | DV | DT | DS  |
| ------------------- | --- | -- | - | - | - | -- | -- | --- |
| 1. Atlètic Terrassa | 6   | 3  | 3 | 0 | 0 | 14 | 2  | +12 |
| 2. HGC              | 3   | 3  | 1 | 1 | 1 | 13 | 4  | +9  |
| 3. Dinamo Alma Ata  | 1   | 3  | 0 | 1 | 2 | 4  | 8  | -4  |
| 4. KS Pomorzanin    | 1   | 3  | 0 | 1 | 2 | 2  | 19 | -17 |

## Poulewedstrijden

### Vrijdag 17 mei 1991
- A Rasante - Hounslow 1-3
- A Uhlenhorst - Köthener 5-0
- B Terrassa - Pomorzanin 7-0
- B HGC - Alma Ata 2-1 (2-0)

### Zaterdag 18 mei 1991
- A Rasante - Köthener 4-2
- A Uhlenhorst - Hounslow 3-0
- B Terrassa - Alma Ata 4-1
- B HGC - Pomorzanin 10-0 (5-0)

### Zondag 19 mei 1991
- A Hounslow - Köthener 3-0
- A Uhlenhorst - Rasante 5-2
- B Alma Ata - Pomorzanin 2-2
- B HGC - Terrassa 1-3 (0-2)

## Finalewedstrijden

### Maandag 20 mei 1991
- 7de - 8ste plaats Köthener - Pomorzanin 1-2 (0-2)
- 5de - 6de plaats Rasante - Alma Ata 2-2 (1-2) (6-5 wns)
- 3de - 4de plaats HGC - Hounslow 7-1 (4-0)
- 1ste - 2de plaats Uhlenhorst - Terrassa 4-2 (2-0)

## Eindstand
1. Uhlenhorst Mülheim
2. Atlètic Terrassa
3. HGC
4. Hounslow HC
5. La Rasante
6. Dinamo Alma Ata
7. KS Pomorzanin
8. Köthener SV